# Карусел (площад)
Площад „Карусел“ (на френски: Place du Carrousel) е площад в централната част на Париж, разположен между двете крила на двореца „Лувър“.
Получава името си от проведен там от крал Луи XIV през 1662 година карусел, вид кавалерийски парад, в чест на неговата любовница си Луиз дьо Лавалиер. В северозападния край на площада през 1806 – 1808 година е издигната Триумфална арка, отбелязваща победите на Наполеон I в Италия Триумфална арка (1806 – 1808). Тя е създадена по образец на триумфалната арка на император Септимий Север в Рим. Върху арката има колесница с четири коня – първоначално тези коне са взети от катедралата „Свети Марко“ във Венеция, но след падането на Наполеон са върнати там и са заменени с техни копия.